# 시애틀 레이니어스
시애틀 레이니어스(Seattle Rainiers)는 미국 워싱턴주 시애틀을 연고지로 했던 마이너 리그 베이스볼 팀이다. 과거에 시애틀 인디언스(Seattle Indians) 또는 시애틀 에인절스(Seattle Angels)라는 팀명으로 불리기도 했다. 1903년부터 1906년까지, 1919년부터 1958년까지 퍼시픽 코스트 리그에 속해 있었다. 팀명은 처음에 태평양 북서부의 미국 원주민에서 유래했으나, 이후 레이니어산에서 회사 명칭을 따온 레이니어 브루잉 컴퍼니가 이 구단을 사들이면서 팀명이 변경되었다.

## 역대 주요 선수
- 밥 레몬
- 조 블랙
- 짐 보턴
- 토미 브리지스
- 루 버뎃
- 베이브 허먼
- 프레드 허친슨
- 짐 맥고슬린
- 클로드 오스틴
- 자니 페스키
- 루크 스웰
- 립 스웰
- 척 태너 (감독)
- 새미 화이트
- 클라이드 라이트